# Empty Sky
Empty Sky — дебютный альбом британского музыканта Элтона Джона, выпущенный в 1969 году. Его выпустили в Соединённых Штатах Америки только в 1975 году, и уже под другой обложкой. К тому времени Элтон Джон был уже весьма популярен. Все клавишные были записаны автором в студии. В следующий раз это произошло только при записи альбома Too Low for Zero.
Несмотря на то, что стиль аккомпанемента альбома скорее всего попадает в психоделический рок, склонность Элтона к поп-музыке очевидна даже на столь раннем этапе его творчества.
Позже Элтон вспоминал, что в период записи альбома ещё был не уверен в выборе своего стиля и подумывал о направлении, близком к Леонарду Коэну.

## Список композиций
Слова и музыка всех песен — написаны Элтоном Джоном и Берни Топином.
| №  | Название               | Длительность |
| -- | ---------------------- | ------------ |
| 1. | «Empty Sky»            | 8:28         |
| 2. | «Val-Hala»             | 4:12         |
| 3. | «Western Ford Gateway» | 3:16         |
| 4. | «Hymn 2000»            | 4:29         |

| №  | Название                          | Длительность |
| -- | --------------------------------- | ------------ |
| 1. | «Lady What’s Tomorrow»            | 3:10         |
| 2. | «Sails»                           | 3:45         |
| 3. | «The Scaffold»                    | 3:18         |
| 4. | «Skyline Pigeon»                  | 3:37         |
| 5. | «Gulliver / Hay Chewed / Reprise» | 6:59         |

| №  | Название                 | Длительность |
| -- | ------------------------ | ------------ |
| 1. | «Lady Samantha»          | 3:02         |
| 2. | «All Across the Havens»  | 2:53         |
| 3. | «It’s Me That You Need»  | 4:04         |
| 4. | «Just Like Strange Rain» | 3:43         |

## Участники записи
Приведены по сведениям базы данных Discogs
| Музыканты: - Элтон Джон — орган, фортепиано, клавесин, клавишные, электрическое фортепиано, вокал - Калеб Куэй — акустическая гитара, гитара, конга, барабаны, электрическая гитара - Дон Фэй — флейта, тенор-саксофон, духовые инструменты - Клайв Фрэнкс — художественный свист - Тони Мюррей — бас - Найджел Олссон — барабаны в «Lady What’s Tomorrow» - Роджер Поуп — ударные, барабаны - Грэм Викери — гармоника | Технический персонал: - Стив Браун — продюсер - Фрэнк Оуэн — звукорежиссёр - Клайв Фрэнкс — звукооператор - Дэвид Ларкхэм — дизайн конверта пластинки, иллюстрации - Джим Гофф — производство конверта - Тони Брэндон — оригинальные аннотации на обложке пластинке - Дэвид Саймондс — оригинальные аннотации на обложке пластинке - Джон Тоблер — автор текста для буклета - Гас Даджен — автор текста для буклета |

## Позиции в хит-парадах
Еженедельные чарты:
| Год  | Хит-парад                 | Высшая позиция | Пребывание в чарте |
| ---- | ------------------------- | -------------- | ------------------ |
| 1975 | Канада (RPM Albums Chart) | 30             | 10 недель          |
| 1975 | США (Billboard 200)       | 6              | 18 недель          |